# Німфоманія
Німфома́нія (лат. nymphomania, від грец. νύμφη — німфа «наречена», μανία — манія «пристрасть, божевілля»; розмовне застаріле «лють матки або сказ матки») або андрома́нія[джерело?] (лат. andromania) — підвид гіперсексуальності, надмірний статевий потяг, психічний розлад, визначена або невизначена сексуальна дисфункція, не викликана органічним розладом або хворобою у жінок. Іноді термін вживається в переносному значенні для позначення несхвалюваних суспільством форм сексуальної поведінки жінок, або висловлює негативне ставлення пуританської моралі до сексуальної активності жінок.
Німфоманія поряд з оральним сексом, мастурбацією та гомосексуальністю була виключена з «Діагностичного та статистичного керівництва з психічних розладів» Американської психіатричної асоціації в 1980 року. Згодом дослідження сексуальної поведінки призвели до зміни термінології, яка використовується для опису гіперсексуальної поведінки, на такі терміни, як гіперсексуальний розлад, сексуальна поведінка і сексуальна залежність.

## Історія
Описи німфоманії вперше з'явилися у 1700-х, але лише наприкінці XVIII ст. цей ярлик перетворився на психіатричний діагноз і широко застосовувався до надміру сексуальних жінок. Тоді суспільство вважало жінок із ненаситними сексуальними бажаннями правопорушницями, а лікарі розглядали німфоманію як захворювання.
На час Чарльза Дарвіна в 1871 році вважалося, що природний відбір відбувається таким чином, що єдине, чого прагне жінка, — це респектабельний шлюб і діти.
Чоловічий варіант діагнозу, сатиріаз, застосовувався рідко; важко було уявити чоловіків, які бажають забагато сексу.
Лікування німфоманії було жорстоким. Зазвичай призначалися видалення голівки клітора та яєчників, п'явки всередину вагіни, холодні ванни та примусовий ліжковий режим. В 1886 доктор Теофілус Парвін рекомендував регулярні фізичні вправи і вегетаріанську дієту в поєднанні з кокаїном інтравагінально.

## Причини
Здебільшого причинами німфоманії є психічні захворювання (маніакально-депресивний психоз, шизофренія, психопатія, істерія з гіпертимічними проявами), гормональні порушення, різні пухлини яєчників і гіпофіза.[джерело?] До того ж, зустрічається так звана уявна німфоманія.[джерело?]

## Симптоми
Здатність контролювати свою поведінку у відборі сексуальних партнерів відрізняє здорових людей від людей з німфоманією. Німфоманія проявляється вираженими імпульсивними, часто неконтрольованими, нав'язливими прагненнями до різноманітних статевих контактів з різними партнерами. При цьому спостерігається високий ступінь нерозбірливості сексуального об'єкта: часто стать, вік і зовнішність не мають значення.[джерело?] Німфоманія, як правило, пов'язана не з досягненням оргазму, тому контакти повного задоволення не приносять.[джерело?] Порушення при істинній німфоманії має суб'єктивний характер, без адекватних фізіологічних реакцій з боку статевих органів. Нав'язливий характер потягу, без залучення в процес збудження геніталій, вказує на наявність психопатології, на відміну від патологічної гіперсексуальності при органічних ураженнях головного мозку. Саме це відрізняє німфоманію від банального проміскуїтету, що виходить з інших причин (наприклад, олігофренія, шизофренія, асоціальність та ін.).
Характерна постійна сексуальна незадоволеність і еротичне фантазування, невпинні пошуки нових партнерів, випадкові сексуальні зв'язки. Жінка допускає можливість сексу практично з будь-якою незнайомою людиною.
Німфоманія пов'язується з ендокринною дисфункцією, явищами місцевої гіперестезії, нервовими або психічними розладами.

## Діагностика
Станом на 2023 рік єдиних критеріїв діагностики не було, оскільки чітко не визначено статус німфоманії.
Деякі сексологи розглядають гіперсексуальну поведінку як нав'язливу проблему чи проблему контролю імпульсів, тоді як інші ставляться щодо неї як до залежності.
Межа між патологією і крайніми варіантами норми, в деяких випадках гіперсексуальності, не дуже виразна. Молоді жінки з ознаками німфоманії, як правило, не переживають за свій стан, вважаючи підвищене лібідо своєю перевагою.

## В культурі
- Німфоманка (фільм), 2013 р.
- Броунівський рух (2010)
- Щоденник німфоманки (2008)
- Німфоманія (1997)
- Я — німфоманка (1971)